# Naviglio Interno
Il Naviglio Interno era un antico canale di Padova che percorreva la zona orientale del centro storico. Negli anni 1950 è stato quasi completamente tombinato.
Si dirama dal tronco Maestro (a sua volta derivato Bacchiglione), separandosi di fronte alla Specola. Fu realizzato secondo alcuni tra il VI e il IX secolo, secondo altri nell'XI secolo, in ogni caso recuperando un paleoalveo del Medoacus (era infatti attraversato da numerosi ponti di epoca romana). Fungeva da fossato per l'antica cinta muraria orientale, così come il tronco maestro lambiva la cinta occidentale.
Buona parte del naviglio scorre oggi in un condotto a sezione ovoidale sotto l'asse riviera Ponti Romani-riviera Tito Livio. 
Nel 2000 l'ultima parte del Naviglio interno è stata riportata alla luce, potendo quindi ricollegare la conca delle porte Contarine al Piovego. Sulla parete esterna dell'oratorio delle porte Contarine una lapide riporta i prezzi originali stabiliti per il transito della conca di navigazione.

## Galleria d'immagini

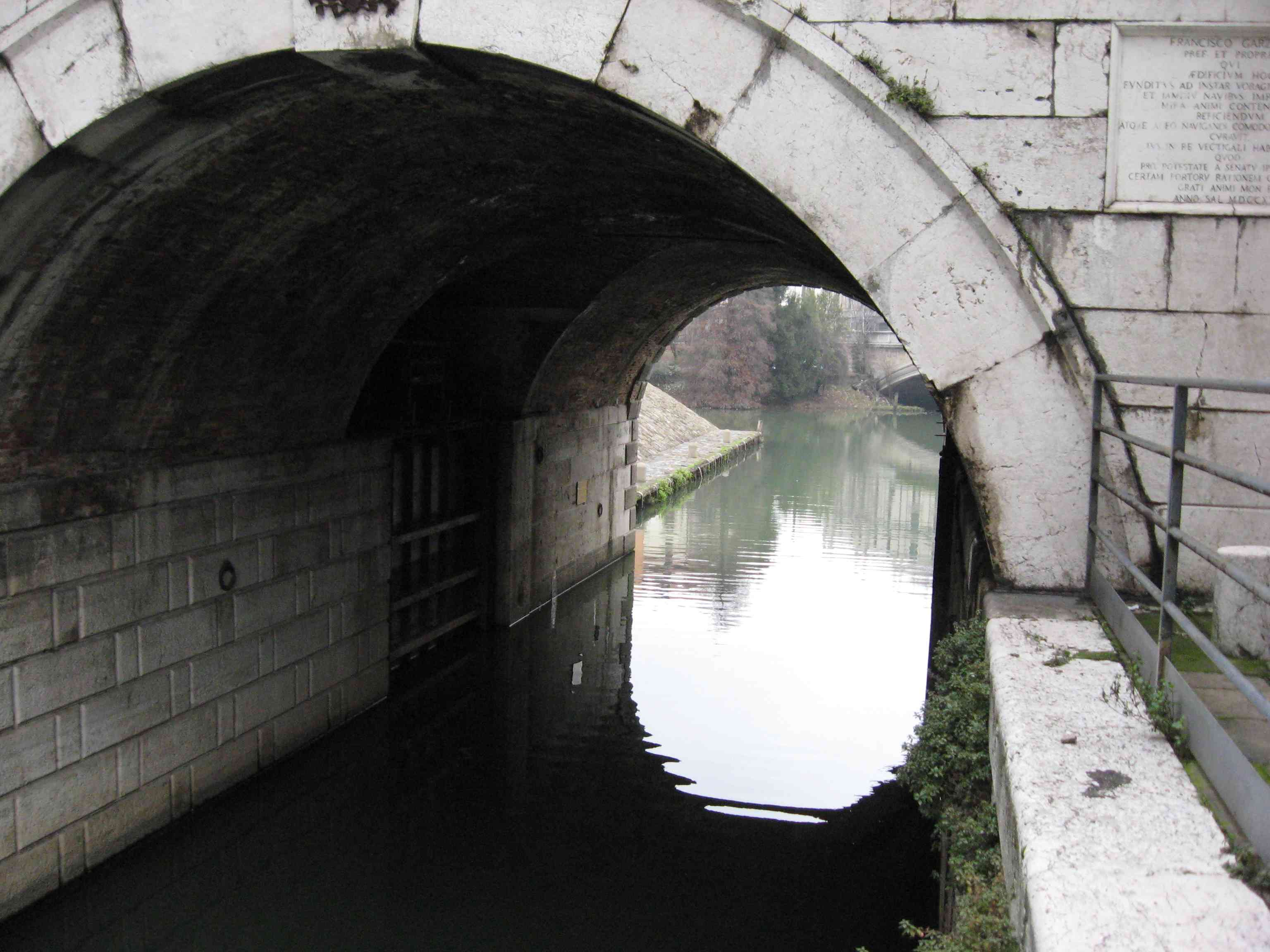
Il sottoponte alle Contarine
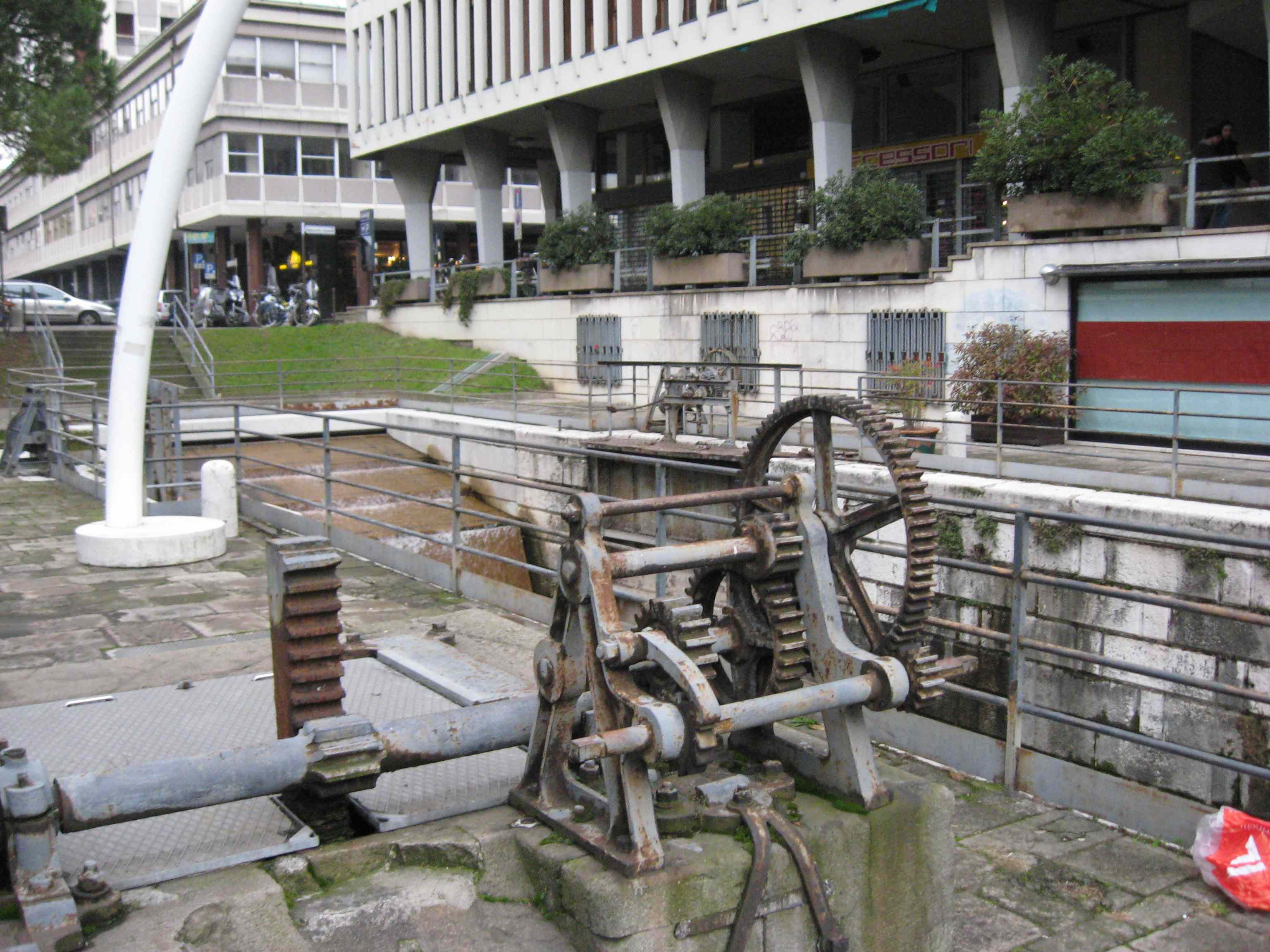
Sono ancora visibili gli ingranaggi che governavano il movimento delle porte idrauliche
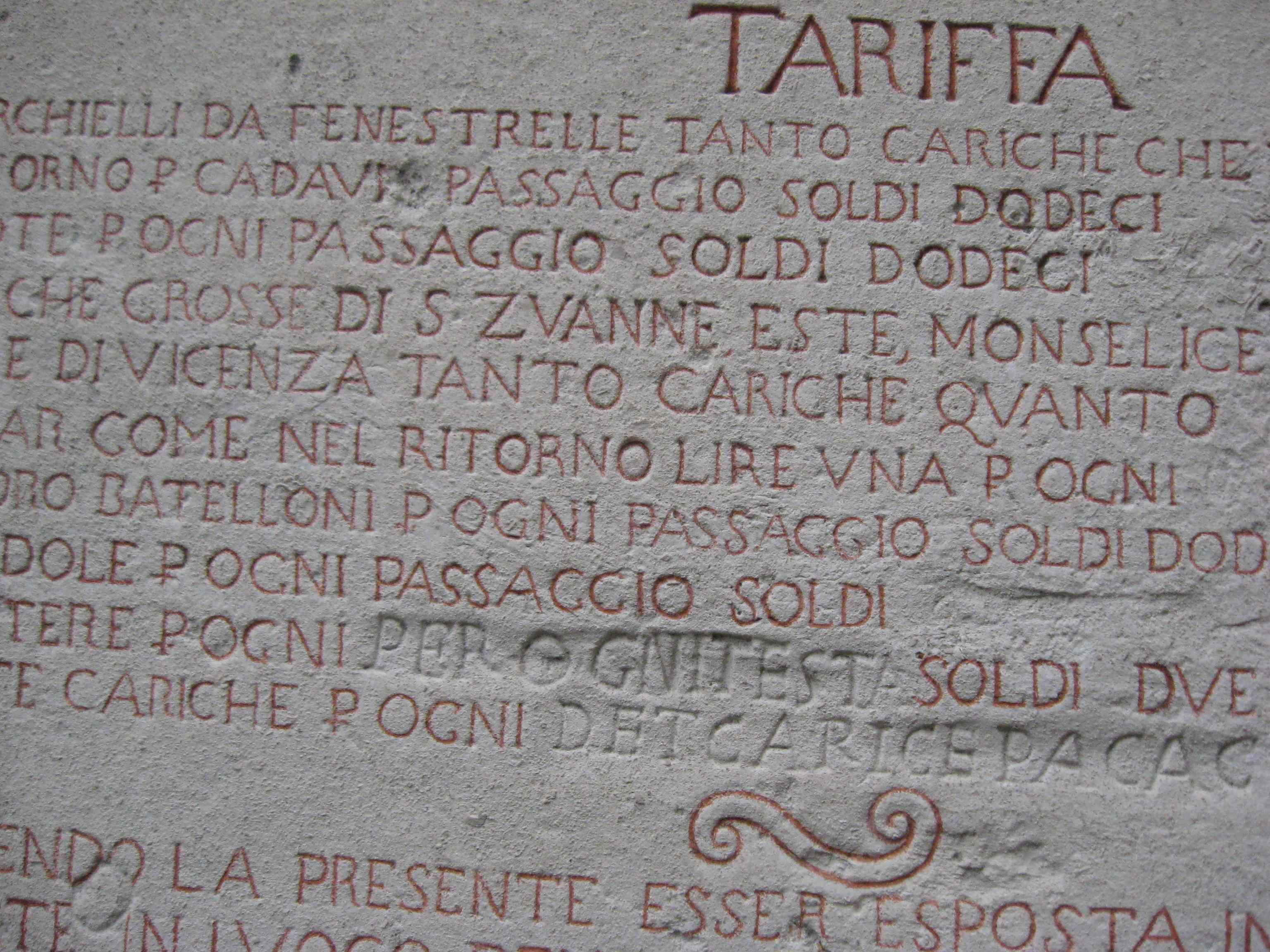
La lapide che riporta i pedaggi da corrispondere per il passaggio delle imbarcazioni
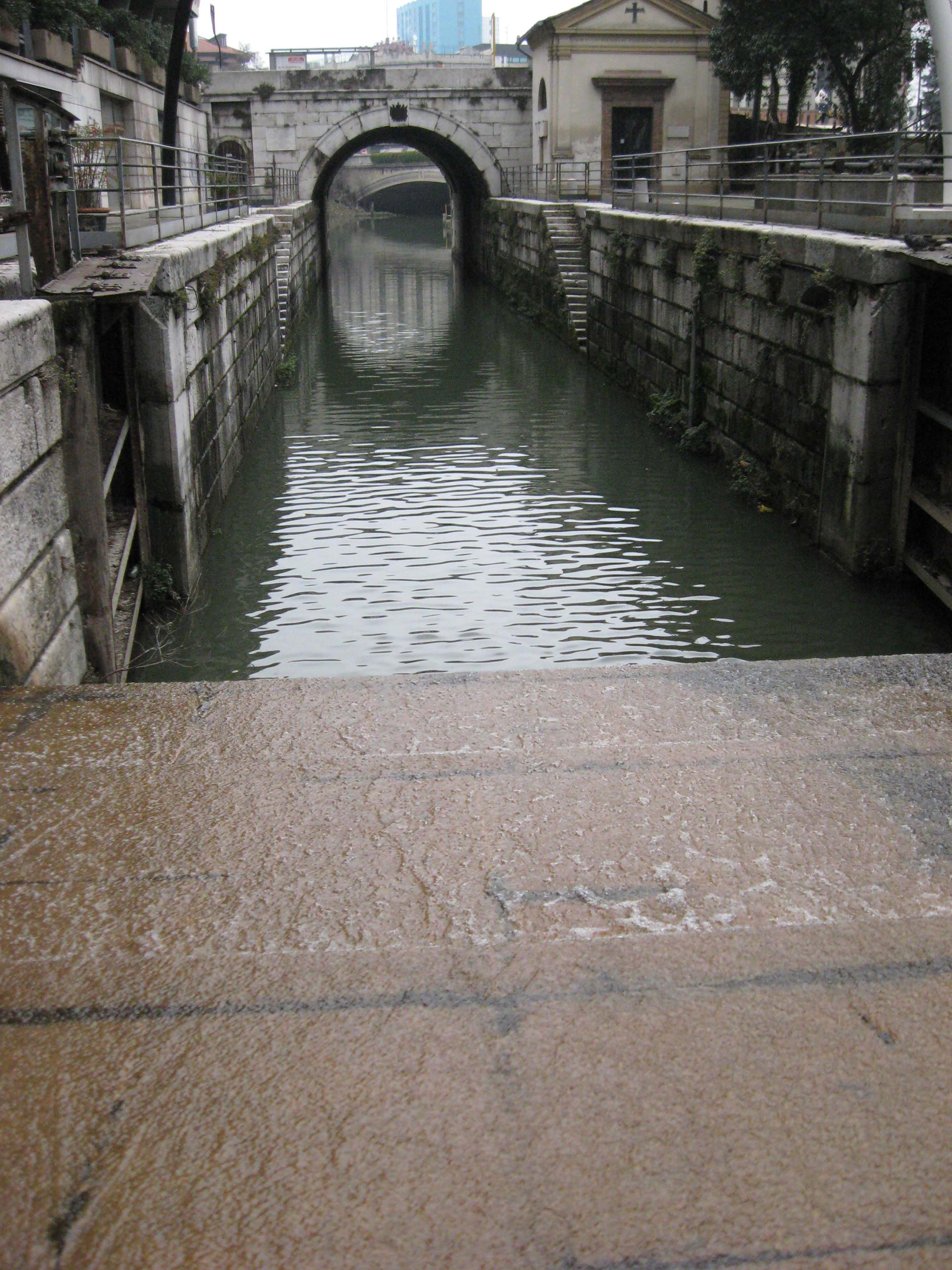
Veduta "soggettiva" del contesto urbanistico dal pelo d'acqua della chiusa